# Managementgesellschaft
Eine Managementgesellschaft ist im Rahmen der Integrierten Versorgung ein Vertragspartner von Leistungserbringern, z. B. Ärzten, Krankenhäusern etc. und Krankenkassen.
In Deutschland gilt dies seit dem Inkrafttreten des GKV-Modernisierungsgesetzes am 1. Januar 2004. Das Konstrukt der Managementgesellschaft ermöglicht den Abschluss von Kollektivverträgen. Ohne die Zwischenschaltung einer Managementgesellschaft müssten die Ärzte einen Direktvertrag mit der Krankenkasse abschließen. 